# Réserve de la biosphère de Dimonika
Das Réserve de la biosphère de Dimonika (englisch Dimonika Biosphere Reserve) ist ein UNESCO-Biosphärenreservat in der Republik Kongo. Das Reservat umfasst 136.000 ha (1360 km²) und befindet sich im Zentrum der Mayombe-Bergkette, etwa 50 km landeinwärts von der Küste des Atlantik.

## Geographie
Das Reservat hat in etwa dreieckige Abmessungen, wobei die Ostgrenze dem Verlauf der Gebirgskette folgt und die Südgrenze teilweise entlang der Nationalstraße N1 verläuft.
Das Gebiet hat ein heißes, feuchtes Klima in einer Kombination aus tropischen und ozeanischen Klimaeinflüssen. Die biogeographischen Regionen der Tieflandwälder von Guinea und des kongolesischen Regenwalds sind die vorherrschenden Vegetationszonen zusammen mit Savannenvegetation. Das Gebiet liegt in der Transitionszone zwischen halbimmergrünem und immergrünem Wald. Spezielles wissenschaftliches Interesse gilt den Waldgemeinschaften, welche alte Abholzungsgebiete wiederbesiedeln.
Die Fauna im Biosphärenreservat ist divers und zahlreich.

## Besiedlung
Im Verhältnis zu anderen ländlichen Gebieten des Kongo sind die Mayombe Mountains dicht besiedelt.
Viele Einwanderer aus benachbarten Regionen, vor allem aus Angola und der Demokratischen Republik Kongo haben sich im Biosphärenreservat angesiedelt. 1984 zählte man 19.000 Einwohner im Distrikt M’Vouti. Hauptsächlich leben die Menschen von Subsistenzwirtschaft, Jagen, Fischen und Goldgewinnung.
Das „Mayombe Project“ hat das Ziel örtliche Interessenvertreter, Manager und Wissenschaftler zusammenzubringen. 1991 wurde eine Überblicksstudie durchgeführt, um die Wahrnehmung und Erwartungen der Einwohner im Biosphärenreservat zu erforschen. Auch die Goldgewinnung im Biosphärenreservat wurde wissenschaftlich erforscht. Noch immer bedrohen Abholzung und Goldwäscherei das Schutzgebiet.